# U! Sports
Die U! Sports GmbH ehem. UFA Sports GmbH ist ein international tätiges Sportmarketingunternehmen mit Hauptsitz in Hamburg.
Das Kerngeschäft liegt im Vertrieb von Medienrechten, Sponsorings, Corporate Hospitality und Testimonialrechten sowie in der klassischen Sportmarketing-Beratung und deckt zahlreiche Sportarten ab. Dazu gehören neben Fußball auch Handball, Basketball, Boxen, Eishockey und Golf.
Das Unternehmen vermarktete für den DFB die internationalen Fernsehrechte an den Heimspielen der deutschen Fußballnationalmannschaft und war in Deutschland exklusive Vermarktungsagentur des Hospitality-Programms der FIFA Fußball-Weltmeisterschaft 2014 in Brasilien.
In der 2. Fußball-Bundesliga ist die Agentur derzeit unter anderem für die Gesamtvermarktung der Vereine FC St. Pauli, 1. FC Union Berlin und FC Ingolstadt 04 verantwortlich.
Weitere Vermarktungskooperationen bestehen unter anderem mit Felix Sturm, dem Deutschen Basketball Bund (DBB) und der Internationalen Handball Föderation (IHF).

## Historie
Die Geschichte der Marke UFA Sports reicht bis 1988 zurück. Damals schloss die UFA Film- und Fernseh GmbH, ein Tochterunternehmen von Bertelsmann, in Hamburg unter der Leitung von Bernd Schiphorst den ersten privaten Fernsehvertrag mit der Fußball-Bundesliga und erwarb die Fernsehrechte des legendären Tennisturniers von Wimbledon. Beides war damals geradezu eine Revolution. Hierbei entwickelte sich unter der Marke UFA Sports das Geschäftsfeld der Sportrechtevermarktung. 1994 investierte die UFA Sports GmbH erfolgreich in die Sanierung von Hertha BSC und legte so den Grundstein für die erste Gesamtvermarktung eines Bundesliga-Clubs. Im Jahr 2000 ging das Unternehmen in die aus dem Unternehmen CLT-UFA neu geschaffene RTL Group über und wurde 2001 nach Fusion mit den zwei französischen Sportrechteagenturen Sport+ und GJCD (Groupe Jean-Claude Darmon) in Sportfive umbenannt. Den verbliebenen 25 Prozent Anteil daran verkaufte die RTL Group im November 2006 an das französische Medienkonglomerat Lagardère. Seitdem ist Sportfive eine hundertprozentige Tochter der Division Lagardère Sports. Im April 2008 wurde die UFA Sports GmbH in Hamburg von der RTL Group und ehemaligen Sportfive-Managern neu gegründet. Im Mai 2015 erwarb Lagardère Unlimited, die Sport- und Entertainment-Sparte des französischen Medienkonzerns Lagardère, auch diese Agentur. In diesem Zusammenhang wurde eine 2-Marken-Strategie verabschiedet, bei der beide Agenturen weiterhin individuell und autark am Markt agieren und konsequent für die jeweiligen Ziele und Bedürfnisse ihrer Rechtehalter und Sponsoren einstehen. Die Marke UFA Sports wurde im August 2016 in die Marke U! Sports umfirmiert.